# Đậu ô đầu
Đậu ô đầu (danh pháp: Vigna aconitifolia) là một loài thực vật có hoa trong họ Đậu. Tên tiếng Trung của nó là ô đầu diệp giang đậu (乌头叶豇豆). Loài này được (Jacq.) Marechal miêu tả khoa học đầu tiên.
Đậu ô đầu là loài cây nhỏ, chịu hạn, dạng dây bò với hoa nhỏ màu vàng, phát triển đặc biệt là ở các khu vực khô hạn của Tiểu Nam Á. Dân địa phương dùng hạt đậu này làm giá đỗ, vị hơi ngọt.
Đậu ô đầu là món rất phổ biến trong ẩm thực Maharastria. Hạt được ngâm qua đêm để làm cho chúng nảy mầm. Những hạt cà phê mọc lên được sử dụng cho salad